# Baculentulus nipponicus
Baculentulus nipponicus är en urinsektsart som beskrevs av Nakamura 1985. Baculentulus nipponicus ingår i släktet Baculentulus och familjen lönntrevfotingar. Inga underarter finns listade.